# Mosuldammen
Mosuldammen (arabiska:  سد موصل) är en dammbyggnad på Tigrisfloden i Irak. Den ligger i provinsen Ninawa, ungefär 60 kilometer från storstaden Mosul. Dammen är 113 meter hög, 3,4 kilometer lång, tio meter bred, och har en förvaringskapacitet på över 11 miljarder kubikmeter vatten. Den hyser ett stort vattenkraftverk som kan producera upp till 3 500 megawatt.
Dammen invigdes 1984 och är viktig för Irak av flera skäl. Den används exempelvis för bevattning, elproduktion, och förebyggande av översvämningar. Den är dock byggd på en instabil grund bestående av bland annat gips och kalksten. På grund av stabilitetsproblemen är den sedan dess i behov av ständigt underhåll, och bekymren har på senare år blivit allt större då grunden börjat lösas upp av vattnet.
Om dammen skulle rämna skulle ungefär 6 miljoner människor påverkas till följd av översvämningar, och den har därför kallats för "världens farligaste damm".
Under irakiska inbördeskriget föll dammen den 7 augusti 2014 i Islamiska statens händer, vilket orsakade en oro för stora strömavbrott och förödande översvämningar. Samma dag genomförde USA sina första luftangrepp mot organisationen, vilket var startskottet för de internationella insatserna i kriget mot Islamiska staten. 18 augusti var dammen åter under irakisk kontroll.

## Geografi och klimat
Mosuldammen är i huvudsak omgiven av ett platt busklandskap, men västerut är marken kuperad. I området är det ganska tätbefolkat, med 58 invånare per kvadratkilometer.